# Tony O'Reilly
Anthony Joseph Francis O’Reilly (Dublín, 7 de mayo de 1936 - 15 de mayo de 2024) fue un abogado, empresario y jugador irlandés de rugby que se desempeñaba como centro.
Fue internacional con el XV del Trébol de 1955 a 1970, representó a los British and Irish Lions, inicialmente jugó como wing (11) y es considerado uno de los mejores jugadores de la historia por su agresivo juego, seguridad en el tackle y velocidad. Desde 2009 es miembro del World Rugby Salón de la Fama.

## Biografía
O’Reilly se recibió de abogado en la University College Dublin, pero nunca ejerció la profesión. En vez, se volcó hacia emprendimientos que le permitieron ser dueño de Independent News & Media y convertirse en el primer multimillonario de su país.

## Selección nacional
Debutó para el XV del Trébol con solo 18 años, contra Les Bleus en el Torneo de las Cinco Naciones 1955 y en su último test enfrentó a La Rosa por el Torneo de las Cinco Naciones 1970, en su regreso al seleccionado luego de seis años. En total jugó 29 partidos, once como capitán y marcó cuatro tries (12 puntos de aquel entonces).

### Leones Británicos
En 1955 fue seleccionado a los British and Irish Lions por su compatriota Jack Siggins para participar de la Gira a Sudáfrica. O'Reilly disputó todos los test–matches frente a los Springboks y les anotó dos tries, el más importante para la agónica victoria 23–22.
En 1959 fue convocado nuevamente a los Leones, esta vez por su compatriota O. B. Glasgow, para la Gira por Australia y Nueva Zelanda. O'Reilly jugó dos partidos ante los Wallabies y todos contra los All Blacks.

## Palmarés
- Campeón del Interprovincial Championship de 1959, 1961, 1962 y 1964.